# Friløbet
Friløbet  er et årligt åbent motionsløb i København, der har fundet sted siden 25. september 2005. Løbet afholdes af Københavns IF. I 2012 var der 4.667 deltagere i Friløbet. Det var imidlertid faldet til 1.679 i 2015 og til 675 i 2023.
Løbets rute er på 10 km med start og mål på Østerbro Stadion. Der løbes gennem Fælledparken, langs Sortedams Sø, ad Classensgade, videre over Langeliniebroen, ad Langelinie og gennem Frederiksstaden til Amalienborg og retur.